# Zimbabwaans voetbalelftal (mannen)
Het Zimbabwaans voetbalelftal vertegenwoordigt Zimbabwe bij internationale wedstrijden zoals de CECAFA Cup en de kwalificatiewedstrijden voor het WK en de Afrika Cup. Voor de onafhankelijkheid in 1980 heette het land Rhodesië.
De voorloper van de Zimbabwe Football Association werd in 1965 opgericht. De ZFA is aangesloten bij de COSAFA, de CAF en de FIFA (sinds 1965). Het Zimbabwaans voetbalelftal behaalde in april 1995 met de 40e plaats de hoogste positie op de FIFA-wereldranglijst, in oktober 2009 werd met de 131e plaats de laagste positie bereikt.

## Deelname aan internationale toernooien
Voor het toernooi van 1970 speelt Rhodesië voor de eerste keer mee aan de kwalificatie en is dan ingedeeld met landen uit Azië en Oceanië. De eerste wedstrijd is tegen Australië. De wedstrijd eindigt in 1–1. Tussen 1974 en 1982 is er geen deelname. Vanaf 1982 wordt er weer gespeeld, dan onder de naam Zimbabwe. Tot op heden zou het land zich geen enkele keer kwalificeren voor hoofdtoernooi.

### Wereldkampioenschap
| Wereldkampioenschap voetbal overzicht | Wereldkampioenschap voetbal overzicht | Wereldkampioenschap voetbal overzicht | Wereldkampioenschap voetbal overzicht | Wereldkampioenschap voetbal overzicht | Wereldkampioenschap voetbal overzicht | Wereldkampioenschap voetbal overzicht | Wereldkampioenschap voetbal overzicht | Wereldkampioenschap voetbal overzicht |
| Jaar                                  | Ronde                                 | Wed.                                  | W                                     | G                                     | V                                     | DV                                    | DT                                    |                                       |
| Spelend als Rhodesië                  | Spelend als Rhodesië                  | Spelend als Rhodesië                  | Spelend als Rhodesië                  | Spelend als Rhodesië                  | Spelend als Rhodesië                  | Spelend als Rhodesië                  | Spelend als Rhodesië                  | Spelend als Rhodesië                  |
| ------------------------------------- | ------------------------------------- | ------------------------------------- | ------------------------------------- | ------------------------------------- | ------------------------------------- | ------------------------------------- | ------------------------------------- | ------------------------------------- |
| 1930–1966                             | Geen deelname                         | Geen deelname                         | Geen deelname                         | Geen deelname                         | Geen deelname                         | Geen deelname                         | Geen deelname                         | Geen deelname                         |
| 1970                                  | Niet gekwalificeerd                   | Niet gekwalificeerd                   | Niet gekwalificeerd                   | Niet gekwalificeerd                   | Niet gekwalificeerd                   | Niet gekwalificeerd                   | Niet gekwalificeerd                   | Niet gekwalificeerd                   |
| 1974–1978                             | Geen deelname                         | Geen deelname                         | Geen deelname                         | Geen deelname                         | Geen deelname                         | Geen deelname                         | Geen deelname                         | Geen deelname                         |
|                                       |                                       |                                       |                                       |                                       |                                       |                                       |                                       |                                       |
| 1982                                  | Niet gekwalificeerd                   | Niet gekwalificeerd                   | Niet gekwalificeerd                   | Niet gekwalificeerd                   | Niet gekwalificeerd                   | Niet gekwalificeerd                   | Niet gekwalificeerd                   | Niet gekwalificeerd                   |
| 1986                                  | Niet gekwalificeerd                   | Niet gekwalificeerd                   | Niet gekwalificeerd                   | Niet gekwalificeerd                   | Niet gekwalificeerd                   | Niet gekwalificeerd                   | Niet gekwalificeerd                   | Niet gekwalificeerd                   |
| 1990                                  | Niet gekwalificeerd                   | Niet gekwalificeerd                   | Niet gekwalificeerd                   | Niet gekwalificeerd                   | Niet gekwalificeerd                   | Niet gekwalificeerd                   | Niet gekwalificeerd                   | Niet gekwalificeerd                   |
| 1994                                  | Niet gekwalificeerd                   | Niet gekwalificeerd                   | Niet gekwalificeerd                   | Niet gekwalificeerd                   | Niet gekwalificeerd                   | Niet gekwalificeerd                   | Niet gekwalificeerd                   | Niet gekwalificeerd                   |
| 1998                                  | Niet gekwalificeerd                   | Niet gekwalificeerd                   | Niet gekwalificeerd                   | Niet gekwalificeerd                   | Niet gekwalificeerd                   | Niet gekwalificeerd                   | Niet gekwalificeerd                   | Niet gekwalificeerd                   |
| 2002                                  | Niet gekwalificeerd                   | Niet gekwalificeerd                   | Niet gekwalificeerd                   | Niet gekwalificeerd                   | Niet gekwalificeerd                   | Niet gekwalificeerd                   | Niet gekwalificeerd                   | Niet gekwalificeerd                   |
| 2006                                  | Niet gekwalificeerd                   | Niet gekwalificeerd                   | Niet gekwalificeerd                   | Niet gekwalificeerd                   | Niet gekwalificeerd                   | Niet gekwalificeerd                   | Niet gekwalificeerd                   | Niet gekwalificeerd                   |
| 2010                                  | Niet gekwalificeerd                   | Niet gekwalificeerd                   | Niet gekwalificeerd                   | Niet gekwalificeerd                   | Niet gekwalificeerd                   | Niet gekwalificeerd                   | Niet gekwalificeerd                   | Niet gekwalificeerd                   |
| 2014                                  | Niet gekwalificeerd                   | Niet gekwalificeerd                   | Niet gekwalificeerd                   | Niet gekwalificeerd                   | Niet gekwalificeerd                   | Niet gekwalificeerd                   | Niet gekwalificeerd                   | Niet gekwalificeerd                   |
| 2018                                  | Uitgesloten van deelname              | Uitgesloten van deelname              | Uitgesloten van deelname              | Uitgesloten van deelname              | Uitgesloten van deelname              | Uitgesloten van deelname              | Uitgesloten van deelname              | Uitgesloten van deelname              |
| 2022                                  | Niet gekwalificeerd                   | Niet gekwalificeerd                   | Niet gekwalificeerd                   | Niet gekwalificeerd                   | Niet gekwalificeerd                   | Niet gekwalificeerd                   | Niet gekwalificeerd                   | Niet gekwalificeerd                   |
| 2026                                  | kwalificatie                          | kwalificatie                          | kwalificatie                          | kwalificatie                          | kwalificatie                          | kwalificatie                          | kwalificatie                          | kwalificatie                          |

Zimbabwe deed in 1982 voor het eerst mee aan de kwalificatie voor de Afrika Cup. Er werd uit in Malawi met 1–0 gewonnen. Ondanks deze overwinning zou Zimbabwe zich niet plaatsen want in de tweede ronde van de kwalificatie werd twee keer verloren van Zambia. Tussen 1982 en 2002 zouden ze zich geen een keer plaatsen voor het eindtoernooi, maar in 2004 deed het land wel mee. In de groepsfase werd verloren van Egypte (1–2) en van Kameroen (3–5). De laatste wedstrijd werd nog gewonnen van Algerije maar Zimbabwe zou zich niet plaatsen voor de knock-outfase. Twee jaar later was er een tweede deelname. Ook nu strandde het land in de groepsfase. Er werd twee keer verloren met 0–2, van Senegal en Nigeria. Tegen Ghana werd nog wel gewonnen met 2–1. In 2017 doet het land voor de derde keer mee.
| Afrika Cup overzicht | Afrika Cup overzicht | Afrika Cup overzicht | Afrika Cup overzicht | Afrika Cup overzicht | Afrika Cup overzicht | Afrika Cup overzicht | Afrika Cup overzicht | Afrika Cup overzicht |
| Jaar                 | Ronde                | Wed.                 | W                    | G                    | V                    | DV                   | DT                   | Kwal                 |
| -------------------- | -------------------- | -------------------- | -------------------- | -------------------- | -------------------- | -------------------- | -------------------- | -------------------- |
| 1957–1980            | Geen deelname        | Geen deelname        | Geen deelname        | Geen deelname        | Geen deelname        | Geen deelname        | Geen deelname        | Geen deelname        |
| 1982                 | Niet gekwalificeerd  | Niet gekwalificeerd  | Niet gekwalificeerd  | Niet gekwalificeerd  | Niet gekwalificeerd  | Niet gekwalificeerd  | Niet gekwalificeerd  | Niet gekwalificeerd  |
| 1984                 | Niet gekwalificeerd  | Niet gekwalificeerd  | Niet gekwalificeerd  | Niet gekwalificeerd  | Niet gekwalificeerd  | Niet gekwalificeerd  | Niet gekwalificeerd  | Niet gekwalificeerd  |
| 1986                 | Niet gekwalificeerd  | Niet gekwalificeerd  | Niet gekwalificeerd  | Niet gekwalificeerd  | Niet gekwalificeerd  | Niet gekwalificeerd  | Niet gekwalificeerd  | Niet gekwalificeerd  |
| 1988                 | Niet gekwalificeerd  | Niet gekwalificeerd  | Niet gekwalificeerd  | Niet gekwalificeerd  | Niet gekwalificeerd  | Niet gekwalificeerd  | Niet gekwalificeerd  | Niet gekwalificeerd  |
| 1990                 | Niet gekwalificeerd  | Niet gekwalificeerd  | Niet gekwalificeerd  | Niet gekwalificeerd  | Niet gekwalificeerd  | Niet gekwalificeerd  | Niet gekwalificeerd  | Niet gekwalificeerd  |
| 1992                 | Niet gekwalificeerd  | Niet gekwalificeerd  | Niet gekwalificeerd  | Niet gekwalificeerd  | Niet gekwalificeerd  | Niet gekwalificeerd  | Niet gekwalificeerd  | Niet gekwalificeerd  |
| 1994                 | Niet gekwalificeerd  | Niet gekwalificeerd  | Niet gekwalificeerd  | Niet gekwalificeerd  | Niet gekwalificeerd  | Niet gekwalificeerd  | Niet gekwalificeerd  | Niet gekwalificeerd  |
| 1996                 | Niet gekwalificeerd  | Niet gekwalificeerd  | Niet gekwalificeerd  | Niet gekwalificeerd  | Niet gekwalificeerd  | Niet gekwalificeerd  | Niet gekwalificeerd  | Niet gekwalificeerd  |
| 1998                 | Niet gekwalificeerd  | Niet gekwalificeerd  | Niet gekwalificeerd  | Niet gekwalificeerd  | Niet gekwalificeerd  | Niet gekwalificeerd  | Niet gekwalificeerd  | Niet gekwalificeerd  |
| 2000                 | Niet gekwalificeerd  | Niet gekwalificeerd  | Niet gekwalificeerd  | Niet gekwalificeerd  | Niet gekwalificeerd  | Niet gekwalificeerd  | Niet gekwalificeerd  | Niet gekwalificeerd  |
| 2002                 | Niet gekwalificeerd  | Niet gekwalificeerd  | Niet gekwalificeerd  | Niet gekwalificeerd  | Niet gekwalificeerd  | Niet gekwalificeerd  | Niet gekwalificeerd  | Niet gekwalificeerd  |
| 2004                 | Groepsfase           | 3                    | 1                    | 0                    | 2                    | 6                    | 8                    | (Kwal.)              |
| 2006                 | Groepsfase           | 3                    | 1                    | 0                    | 2                    | 2                    | 5                    | (Kwal.)              |
| 2008                 | Niet gekwalificeerd  | Niet gekwalificeerd  | Niet gekwalificeerd  | Niet gekwalificeerd  | Niet gekwalificeerd  | Niet gekwalificeerd  | Niet gekwalificeerd  | Niet gekwalificeerd  |
| 2010                 | Niet gekwalificeerd  | Niet gekwalificeerd  | Niet gekwalificeerd  | Niet gekwalificeerd  | Niet gekwalificeerd  | Niet gekwalificeerd  | Niet gekwalificeerd  | Niet gekwalificeerd  |
| 2012                 | Niet gekwalificeerd  | Niet gekwalificeerd  | Niet gekwalificeerd  | Niet gekwalificeerd  | Niet gekwalificeerd  | Niet gekwalificeerd  | Niet gekwalificeerd  | Niet gekwalificeerd  |
| 2013                 | Niet gekwalificeerd  | Niet gekwalificeerd  | Niet gekwalificeerd  | Niet gekwalificeerd  | Niet gekwalificeerd  | Niet gekwalificeerd  | Niet gekwalificeerd  | Niet gekwalificeerd  |
| 2015                 | Niet gekwalificeerd  | Niet gekwalificeerd  | Niet gekwalificeerd  | Niet gekwalificeerd  | Niet gekwalificeerd  | Niet gekwalificeerd  | Niet gekwalificeerd  | Niet gekwalificeerd  |
| 2017                 | Groepsfase           | 3                    | 0                    | 1                    | 2                    | 4                    | 8                    | (Kwal.)              |
| 2019                 | Groepsfase           | 3                    | 0                    | 1                    | 1                    | 1                    | 6                    | (Kwal.)              |
| 2021                 | Groepsfase           | 3                    | 1                    | 0                    | 2                    | 3                    | 4                    | (Kwal.)              |
| 2023                 | Gediskwalificeerd    | Gediskwalificeerd    | Gediskwalificeerd    | Gediskwalificeerd    | Gediskwalificeerd    | Gediskwalificeerd    | Gediskwalificeerd    | Gediskwalificeerd    |
| 2025                 |                      |                      |                      |                      |                      |                      |                      | (Kwal.)              |

| African Championship of Nations overzicht | African Championship of Nations overzicht | African Championship of Nations overzicht | African Championship of Nations overzicht | African Championship of Nations overzicht | African Championship of Nations overzicht | African Championship of Nations overzicht | African Championship of Nations overzicht | African Championship of Nations overzicht |
| Jaar                                      | Ronde                                     | Wed.                                      | W                                         | G                                         | V                                         | DV                                        | DT                                        | Kwal                                      |
| ----------------------------------------- | ----------------------------------------- | ----------------------------------------- | ----------------------------------------- | ----------------------------------------- | ----------------------------------------- | ----------------------------------------- | ----------------------------------------- | ----------------------------------------- |
| 2009                                      | Groepsfase                                | 3                                         | 0                                         | 3                                         | 0                                         | 3                                         | 3                                         | (Kwal.)                                   |
| 2011                                      | Groepsfase                                | 3                                         | 1                                         | 0                                         | 2                                         | 2                                         | 3                                         | (Kwal.)                                   |
| 2014                                      | Vierde                                    | 6                                         | 2                                         | 3                                         | 1                                         | 6                                         | 4                                         | (Kwal.)                                   |
| 2016                                      | Groepsfase                                | 3                                         | 0                                         | 1                                         | 2                                         | 1                                         | 3                                         | (Kwal.)                                   |
| 2018                                      | Niet gekwalificeerd                       | Niet gekwalificeerd                       | Niet gekwalificeerd                       | Niet gekwalificeerd                       | Niet gekwalificeerd                       | Niet gekwalificeerd                       | Niet gekwalificeerd                       | Niet gekwalificeerd                       |
| 2020                                      | Groepsfase                                | 3                                         | 0                                         | 0                                         | 3                                         | 1                                         | 5                                         | (Kwal.)                                   |
| 2022                                      | Gediskwalificeerd                         | Gediskwalificeerd                         | Gediskwalificeerd                         | Gediskwalificeerd                         | Gediskwalificeerd                         | Gediskwalificeerd                         | Gediskwalificeerd                         | Gediskwalificeerd                         |

Zimbabwe speelt sinds 1997 aan het toernooi om de COSAFA Cup en debuteerde met een wedstrijd tegen Namibië. Het land verloor die wedstrijd met 1–2 en direct uitgeschakeld. Het tweede toernooi was succesvoller omdat het dat jaar tweede eindigde. Vier keer zou het land kampioen worden. Als eerste in het jaar 2000. De finale van dat jaar bestond uit twee wedstrijden die beiden door Zimbabwe werden gewonnen met 3–0 van Lesotho. In 2003 werd Malawi verslagen en in 2005 werd van Zambia gewonnen. In 2009 mocht Zimbabwe het toernooi organiseren. Ook nu werd in de finale Zambia verslagen, dit keer werd gewonnen met 3–1. Zimbabwe doet ook met enige regelmaat mee aan de CECAFA Cup, hoewel het geen lid is van de CECAFA wordt het land als gast uitgenodigd om mee te spelen. Drie keer werd de finale bereikt en een keer gewonnen. In 1985 werd Kenia in die finale verslagen met 2–0.
| COSAFA Cup overzicht | COSAFA Cup overzicht | COSAFA Cup overzicht | COSAFA Cup overzicht | COSAFA Cup overzicht | COSAFA Cup overzicht | COSAFA Cup overzicht | COSAFA Cup overzicht | COSAFA Cup overzicht |
| Jaar                 | Ronde                | Wed.                 | W                    | G                    | V                    | DV                   | DT                   |                      |
| -------------------- | -------------------- | -------------------- | -------------------- | -------------------- | -------------------- | -------------------- | -------------------- | -------------------- |
| 1997                 | Voorronde            | 1                    | 0                    | 0                    | 1                    | 1                    | 2                    |                      |
| 1998                 | Tweede               | 5                    | 3                    | 0                    | 2                    | 10                   | 5                    |                      |
| 1999                 | Kwartfinale          | 1                    | 0                    | 1                    | 0                    | 1                    | 1                    |                      |
| 2000                 | Kampioen             | 5                    | 5                    | 0                    | 0                    | 12                   | 3                    |                      |
| 2001                 | Tweede               | 4                    | 2                    | 1                    | 1                    | 4                    | 2                    |                      |
| 2002                 | Kwartfinale          | 1                    | 0                    | 0                    | 1                    | 0                    | 2                    |                      |
| 2003                 | Kampioen             | 5                    | 5                    | 0                    | 0                    | 8                    | 1                    |                      |
| 2004                 | Halve finale         | 2                    | 1                    | 1                    | 0                    | 5                    | 0                    |                      |
| 2005                 | Kampioen             | 4                    | 4                    | 0                    | 0                    | 8                    | 1                    |                      |
| 2006                 | Halve finale         | 1                    | 0                    | 0                    | 1                    | 1                    | 2                    |                      |
| 2007                 | Groepsfase           | 2                    | 1                    | 1                    | 0                    | 1                    | 0                    |                      |
| 2008                 | Kwartfinale          | 1                    | 0                    | 1                    | 0                    | 0                    | 0                    |                      |
| 2009                 | Kampioen             | 5                    | 3                    | 2                    | 0                    | 10                   | 4                    |                      |
| 2013                 | Tweede               | 3                    | 1                    | 1                    | 1                    | 3                    | 4                    |                      |
| 2015                 | Groepsfase           | 3                    | 2                    | 0                    | 0                    | 4                    | 4                    |                      |
| 2016                 | Groepsfase           | 3                    | 1                    | 2                    | 0                    | 7                    | 2                    |                      |
| 2017                 | Kampioen             | 6                    | 5                    | 1                    | 0                    | 19                   | 5                    |                      |
| 2018                 | Kampioen             | 3                    | 1                    | 2                    | 0                    | 5                    | 3                    |                      |
| 2019                 | Derde                | 3                    | 0                    | 3                    | 0                    | 2                    | 2                    |                      |
| 2021                 | Groepsfase           | 4                    | 0                    | 2                    | 2                    | 3                    | 6                    |                      |
| 2022–2023            | Geen deelname        | Geen deelname        | Geen deelname        | Geen deelname        | Geen deelname        | Geen deelname        | Geen deelname        |                      |
| 2024                 | Groepsfase           | 3                    | 2                    | 0                    | 1                    | 3                    | 2                    |                      |
| 2025                 | Groepsfase           | 3                    | 1                    | 1                    | 1                    | 3                    | 3                    |                      |

| CECAFA Cup overzicht | CECAFA Cup overzicht | CECAFA Cup overzicht | CECAFA Cup overzicht | CECAFA Cup overzicht | CECAFA Cup overzicht | CECAFA Cup overzicht | CECAFA Cup overzicht | CECAFA Cup overzicht |
| Jaar                 | Ronde                | Wed.                 | W                    | G                    | V                    | DV                   | DT                   |                      |
| -------------------- | -------------------- | -------------------- | -------------------- | -------------------- | -------------------- | -------------------- | -------------------- | -------------------- |
| 1973–1980            | Geen deelname        | Geen deelname        | Geen deelname        | Geen deelname        | Geen deelname        | Geen deelname        | Geen deelname        | Geen deelname        |
| 1981                 | Groepsfase           | 3                    | 0                    | 3                    | 0                    | 1                    | 1                    |                      |
| 1982                 | Derde                | 5                    | 2                    | 2                    | 1                    | 9                    | 3                    |                      |
| 1983                 | Tweede               | 5                    | 4                    | 0                    | 1                    | 6                    | 3                    |                      |
| 1984                 | Groepsfase           | 3                    | 0                    | 1                    | 2                    | 3                    | 8                    |                      |
| 1985                 | Kampioen             | 4                    | 3                    | 1                    | 0                    | 5                    | 1                    |                      |
| 1987                 | Tweede               | 4                    | 1                    | 3                    | 0                    | 4                    | 3                    |                      |
| 1988                 | Vierde               | 5                    | 1                    | 3                    | 1                    | 3                    | 4                    |                      |
| 1989                 | Groepsfase           | 3                    | 1                    | 1                    | 1                    | 5                    | 3                    |                      |
| 1990                 | Groepsfase           | 3                    | 1                    | 1                    | 1                    | 1                    | 2                    |                      |
| 1991–2008            | Geen deelname        | Geen deelname        | Geen deelname        | Geen deelname        | Geen deelname        | Geen deelname        | Geen deelname        | Geen deelname        |
| 2009                 | Kwartfinale          | 4                    | 1                    | 1                    | 2                    | 3                    | 5                    |                      |
| 2011                 | Kwartfinale          | 4                    | 2                    | 0                    | 2                    | 4                    | 4                    |                      |

### Winnaar
| Afrika     |    |                              |
| COSAFA Cup | 5× | 2000, 2005, 2007, 2009, 2017 |
| CECAFA Cup | 1× | 1985                         |

## FIFA-wereldranglijst[4]
| 1993 | 1994 | 1995 | 1996 | 1997 | 1998 | 1999 | 2000 | 2001 | 2002 | 2003 | 2004 | 2005 | 2006 | 2007 | 2008 | 2009 | 2010 | 2011 | 2012 | 2013 | 2014 | 2015 | 2016 | 2017 | 2018 | 2019 | 2020 |
| ---- | ---- | ---- | ---- | ---- | ---- | ---- | ---- | ---- | ---- | ---- | ---- | ---- | ---- | ---- | ---- | ---- | ---- | ---- | ---- | ---- | ---- | ---- | ---- | ---- | ---- | ---- | ---- |
| 46   | 51   | 59   | 71   | 74   | 74   | 67   | 68   | 68   | 57   | 53   | 60   | 53   | 76   | 87   | 97   | 109  | 118  | 98   | 101  | 107  | 108  | 110  | 102  | 103  | 114  | 111  | 108  |

## Statistieken
- Bijgewerkt tot en met AC-kwalificatieduel in en tegen  Tanzania (2–2) op 1 juni 2014. In onderstaand overzicht zijn ook niet door FIFA erkende duels opgenomen.[5]

| Tegenstander                  | Wed. | W  | G  | V  | DV | DT | DS  |
| ----------------------------- | ---- | -- | -- | -- | -- | -- | --- |
| Algerije                      | 5    | 0  | 3  | 2  | 4  | 8  | –4  |
| Angola                        | 19   | 7  | 5  | 7  | 20 | 18 | +2  |
| Bahrein                       | 1    | 0  | 0  | 1  | 2  | 5  | –3  |
| Bosnië en Herzegovina         | 1    | 0  | 1  | 0  | 2  | 2  | 0   |
| Botswana                      | 13   | 8  | 2  | 3  | 18 | 6  | +12 |
| Brazilië                      | 1    | 0  | 0  | 1  | 0  | 3  | –3  |
| Burkina Faso                  | 4    | 3  | 1  | 0  | 5  | 2  | +3  |
| Burundi                       | 2    | 1  | 0  | 1  | 2  | 2  | 0   |
| Centraal-Afrikaanse Republiek | 2    | 2  | 0  | 0  | 4  | 1  | +3  |
| China                         | 1    | 0  | 0  | 1  | 1  | 3  | –2  |
| Congo-Brazzaville             | 1    | 0  | 1  | 0  | 2  | 2  | 0   |
| Congo-Kinshasa                | 2    | 1  | 0  | 1  | 4  | 4  | 0   |
| Djibouti                      | 2    | 2  | 0  | 0  | 5  | 1  | +4  |
| Egypte                        | 14   | 2  | 4  | 8  | 14 | 24 | –10 |
| Eritrea                       | 4    | 4  | 0  | 0  | 8  | 0  | +8  |
| Ethiopië                      | 3    | 1  | 1  | 1  | 3  | 4  | –1  |
| Gabon                         | 4    | 2  | 1  | 1  | 5  | 3  | +2  |
| Ghana                         | 6    | 1  | 2  | 3  | 6  | 10 | –4  |
| Guinee                        | 9    | 2  | 3  | 4  | 4  | 8  | –4  |
| Indonesië                     | 2    | 0  | 2  | 0  | 0  | 0  | 0   |
| Ivoorkust                     | 2    | 0  | 1  | 1  | 0  | 5  | –5  |
| Jordanië                      | 1    | 0  | 0  | 1  | 0  | 2  | –2  |
| Kameroen                      | 9    | 3  | 0  | 6  | 11 | 15 | –4  |
| Kaapverdië                    | 3    | 0  | 2  | 1  | 1  | 2  | –1  |
| Kenia                         | 10   | 1  | 5  | 4  | 6  | 9  | –3  |
| Koeweit                       | 1    | 0  | 0  | 1  | 0  | 3  | –3  |
| Lesotho                       | 16   | 12 | 3  | 1  | 41 | 14 | +27 |
| Liberia                       | 3    | 1  | 2  | 0  | 4  | 1  | +3  |
| Libië                         | 2    | 1  | 1  | 0  | 2  | 1  | +1  |
| Madagaskar                    | 4    | 3  | 1  | 0  | 10 | 5  | +5  |
| Malawi                        | 53   | 19 | 17 | 17 | 60 | 48 | +12 |
| Mali                          | 5    | 3  | 1  | 1  | 5  | 3  | +2  |
| Mauritanië                    | 2    | 1  | 0  | 1  | 4  | 2  | +2  |
| Mauritius                     | 8    | 6  | 1  | 1  | 15 | 4  | +11 |
| Marokko                       | 4    | 0  | 2  | 2  | 1  | 4  | –3  |
| Mozambique                    | 17   | 8  | 6  | 3  | 29 | 22 | +7  |
| Namibië                       | 9    | 5  | 1  | 3  | 23 | 16 | +7  |
| Nigeria                       | 7    | 1  | 1  | 5  | 4  | 15 | –11 |
| Oeganda                       | 14   | 4  | 8  | 2  | 12 | 11 | +1  |
| Oman                          | 1    | 0  | 0  | 1  | 2  | 3  | –1  |
| Qatar                         | 1    | 1  | 0  | 0  | 2  | 0  | +2  |
| Réunion                       | 3    | 1  | 1  | 1  | 4  | 4  | 0   |
| Rwanda                        | 4    | 2  | 0  | 2  | 5  | 4  | +1  |
| Saoedi-Arabië                 | 1    | 1  | 0  | 0  | 2  | 0  | +2  |
| Senegal                       | 7    | 4  | 0  | 3  | 7  | 8  | –1  |
| Seychellen                    | 5    | 4  | 0  | 1  | 12 | 3  | +9  |
| Somalië                       | 2    | 2  | 0  | 0  | 4  | 2  | +2  |
| Soedan                        | 2    | 1  | 1  | 0  | 3  | 0  | +3  |
| Swaziland                     | 11   | 7  | 3  | 1  | 22 | 10 | +12 |
| Syrië                         | 1    | 0  | 0  | 1  | 0  | 6  | –6  |
| Tanzania                      | 11   | 5  | 4  | 2  | 14 | 8  | +6  |
| Thailand                      | 1    | 0  | 0  | 1  | 0  | 3  | –3  |
| Togo                          | 4    | 3  | 0  | 1  | 7  | 3  | +4  |
| Tunesië                       | 2    | 0  | 2  | 0  | 2  | 2  | 0   |
| Vietnam                       | 1    | 1  | 0  | 0  | 6  | 0  | +6  |
| Zaïre                         | 2    | 1  | 0  | 1  | 2  | 6  | –4  |
| Zambia                        | 45   | 7  | 24 | 14 | 40 | 50 | –10 |
| Zanzibar                      | 4    | 4  | 0  | 0  | 7  | 1  | +6  |
| Zuid-Afrika                   | 14   | 6  | 2  | 6  | 14 | 16 | –2  |
| Zwitserland                   | 1    | 1  | 0  | 0  | 3  | 2  | +1  |

## Selecties

### Afrikaans kampioenschap
| Doel        |                     |  |  |                    |
| 1           | Energy Murambadoro  |  |  | CAPS United        |
| 16          | Tapuwa Kapini       |  |  | Highlanders        |
| 23          | Gift Muzadzi        |  |  | CAPS United        |
| Verdediging |                     |  |  |                    |
| 2           | Dumisani Mpofu      |  |  | Bush Bucks FC      |
| 4           | Bekithemba Ndlovu   |  |  | Silver Stars       |
| 6           | Zvenyika Makonese   |  |  | Santos Kaapstad    |
| 11          | Charles Yohane      |  |  | Bidvest Wits       |
| 14          | George Mbwando      |  |  | Jahn Regensburg    |
| 21          | James Matola        |  |  | Buymore FC         |
| Middenveld  |                     |  |  |                    |
| 3           | Esrom Nyandoro      |  |  | Mamelodi Sundowns  |
| 5           | Francis Chandida    |  |  | Buymore FC         |
| 8           | Tinashe Nengomasha  |  |  | Kaizer Chiefs      |
| 10          | Shingayi Kaondera   |  |  | Gaziantepspor      |
| 13          | Cephas Chimedza     |  |  | Germinal Beerschot |
| 15          | Ronald Sibanda      |  |  | AmaZulu            |
| 19          | Edzai Kasinauyo     |  |  | Moroka Swallows    |
| 20          | Edelbert Dinha      |  |  | Orlando Pirates    |
| 22          | Lloyd Chitembwe     |  |  | CAPS United        |
| Aanval      |                     |  |  |                    |
| 7           | Joel Lupahla        |  |  | SuperSport United  |
| 9           | Benjani Mwaruwari   |  |  | Portsmouth         |
| 12          | Peter Ndlovu        |  |  | Mamelodi Sundowns  |
| 17          | Gidza Mushangazhike |  |  | Jiangsu Sainty     |
| 18          | Brian Badza         |  |  | CAPS United        |

| Selectie van Zimbabwe tijdens het Afrika Cup 2017 | Selectie van Zimbabwe tijdens het Afrika Cup 2017 | Selectie van Zimbabwe tijdens het Afrika Cup 2017 | Selectie van Zimbabwe tijdens het Afrika Cup 2017 | Selectie van Zimbabwe tijdens het Afrika Cup 2017 | Selectie van Zimbabwe tijdens het Afrika Cup 2017 | Selectie van Zimbabwe tijdens het Afrika Cup 2017 | Selectie van Zimbabwe tijdens het Afrika Cup 2017 | Selectie van Zimbabwe tijdens het Afrika Cup 2017 |
| №                                                 | Naam                                              | Wed.                                              | Dlpnt.                                            | Club                                              |                                                   |                                                   |                                                   |                                                   |
| ------------------------------------------------- | ------------------------------------------------- | ------------------------------------------------- | ------------------------------------------------- | ------------------------------------------------- | ------------------------------------------------- | ------------------------------------------------- | ------------------------------------------------- | ------------------------------------------------- |
| Doel                                              |                                                   |                                                   |                                                   |                                                   |                                                   |                                                   |                                                   |                                                   |
| 1                                                 | Bernard Donovan                                   |                                                   |                                                   | How Mine                                          |                                                   |                                                   |                                                   |                                                   |
| 16                                                | Tatenda Mkuruva                                   |                                                   |                                                   | Dynamos                                           |                                                   |                                                   |                                                   |                                                   |
| 23                                                | Takabva Mawaya                                    |                                                   |                                                   | Hwange Colliery                                   |                                                   |                                                   |                                                   |                                                   |
| Verdediging                                       |                                                   |                                                   |                                                   |                                                   |                                                   |                                                   |                                                   |                                                   |
| 2                                                 | Costa Nhamoinesu                                  |                                                   |                                                   | Sparta Praag                                      |                                                   |                                                   |                                                   |                                                   |
| 4                                                 | Hardlife Zvirekwi                                 |                                                   |                                                   | CAPS United                                       |                                                   |                                                   |                                                   |                                                   |
| 5                                                 | Elisha Muroiwa                                    |                                                   |                                                   | Dynamos                                           |                                                   |                                                   |                                                   |                                                   |
| 6                                                 | Onismor Bhasera                                   |                                                   |                                                   | SuperSport United                                 |                                                   |                                                   |                                                   |                                                   |
| 15                                                | Teenage Habede                                    |                                                   |                                                   | Chicken Inn                                       |                                                   |                                                   |                                                   |                                                   |
| 19                                                | Lawrence Mhlanga                                  |                                                   |                                                   | Chicken Inn                                       |                                                   |                                                   |                                                   |                                                   |
| Middenveld                                        |                                                   |                                                   |                                                   |                                                   |                                                   |                                                   |                                                   |                                                   |
| 3                                                 | Danny Phiri                                       |                                                   |                                                   | Golden Arrows                                     |                                                   |                                                   |                                                   |                                                   |
| 10                                                | Kudakwashe Mahachi                                |                                                   |                                                   | Golden Arrows                                     |                                                   |                                                   |                                                   |                                                   |
| 12                                                | Bruce Kangwa                                      |                                                   |                                                   | Azam                                              |                                                   |                                                   |                                                   |                                                   |
| 14                                                | Willard Katsande                                  |                                                   |                                                   | Kaizer Chiefs                                     |                                                   |                                                   |                                                   |                                                   |
| 18                                                | Marvelous Nakamba                                 |                                                   |                                                   | Vitesse                                           |                                                   |                                                   |                                                   |                                                   |
| 20                                                | Khama Billiat                                     |                                                   |                                                   | Mamelodi Sundowns                                 |                                                   |                                                   |                                                   |                                                   |
| 22                                                | Oscar Machapa                                     |                                                   |                                                   | AS Vita Club                                      |                                                   |                                                   |                                                   |                                                   |
| Aanval                                            |                                                   |                                                   |                                                   |                                                   |                                                   |                                                   |                                                   |                                                   |
| 7                                                 | Matthew Rusike                                    |                                                   |                                                   | Helsingborgs                                      |                                                   |                                                   |                                                   |                                                   |
| 8                                                 | Evans Rusike                                      |                                                   |                                                   | Maritzburg United                                 |                                                   |                                                   |                                                   |                                                   |
| 9                                                 | Nyasha Mushekwi                                   |                                                   |                                                   | Dalian Yifang                                     |                                                   |                                                   |                                                   |                                                   |
| 11                                                | Tendai Ndoro                                      |                                                   |                                                   | Orlando Pirates                                   |                                                   |                                                   |                                                   |                                                   |
| 13                                                | Cuthbert Malajila                                 |                                                   |                                                   | Bidvest Wits                                      |                                                   |                                                   |                                                   |                                                   |
| 17                                                | Knowledge Musona                                  |                                                   |                                                   | KV Oostende                                       |                                                   |                                                   |                                                   |                                                   |
| 21                                                | Tinotenda Kadewere                                |                                                   |                                                   | Djurgårdens                                       |                                                   |                                                   |                                                   |                                                   |
| Bondscoach: Callisto Pasuwa                       |                                                   |                                                   |                                                   |                                                   |                                                   |                                                   |                                                   |                                                   |

ZFA ·
Bondscoaches ·
Selecties · 
Topscorers · 
Zimbabwaans vrouwenelftal
1980 – 1989 · 
1990 – 1999 · 
2000 – 2009 · 
2010 – 2019 ·
2020 − 2029
1980 · 
1981 · 
1982 · 
1983 · 
1984 · 
1985 · 
1986 · 
1987 · 
1988 · 
1989 · 
1990 · 
1991 · 
1992 · 
1993 · 
1994 · 
1995 · 
1996 · 
1997 · 
1998 · 
1999 · 
2000 · 
2001 · 
2002 · 
2003 · 
2004 · 
2005 · 
2006 · 
2007 · 
2008 · 
2009 · 
2010 · 
2011 · 
2012 · 
2013 · 
2014 ·
2015 ·
2016 ·
2017 ·
2018 · 
2019 ·
2020 ·
2021 ·
2022 ·
2023 ·
2024 ·
2025
Algerije ·
Angola ·
Australië ·
Bahrein ·
Benin ·
Bosnië en Herzegovina · 
Botswana ·
Brazilië · 
Burkina Faso ·
Burundi ·
Centraal-Afrikaanse Republiek ·
China ·
Comoren ·
Congo-Brazzaville ·
Congo-Kinshasa ·
Djibouti ·
Egypte ·
Eritrea ·
Ethiopië ·
Gabon ·
Ghana ·
Guinee ·
Indonesië ·
Ivoorkust ·
Jordanië ·
Kaapverdië ·
Kameroen ·
Kenia ·
Koeweit ·
Lesotho ·
Liberia ·
Libië ·
Madagaskar ·
Malawi ·
Mali ·
Marokko ·
Mauritanië ·
Mauritius ·
Mozambique ·
Namibië ·
Niger ·
Nigeria ·
Oeganda ·
Oman ·
Rwanda ·
Qatar ·
Saoedi-Arabië ·
Senegal ·
Seychellen ·
Soedan ·
Somalië ·
Swaziland ·
Tanzania ·
Togo ·
Tunesië ·
Vietnam ·
Zaïre ·
Zambia ·
Zuid-Afrika · 
Zwitserland